# Christian Metz
Christian Metz (12. prosince 1931 – 7. září 1993) byl francouzský filmový teoretik, který využil ve své analýze filmu široce psychoanalýzu, zejména učení Jacquese Lacana, a strukturalistická východiska, především učení Ferdinanda de Saussura a Romana Jacobsona. Nejznámější je jeho práce Signifiant imaginaire z roku 1977.
Na konci 60. a začátku 70. let se pokoušel o čistě sémiologickou analýzu filmu. Jeho přístup z tohoto období je někdy nazýván "velká syntagmatika", to proto, že základním cílem Metzovým je vyhledávat ve struktuře filmu tzv. syntagmata (syntagma je v sémiotice volba z paradigmatu, jejíž význam spočívá v rozdílu vůči nezvoleným částem paradigmatu).
Na konci 70. let však dospěl k závěru, že sémiotická analýza filmu narazila na svou mez a dále může pokračovat jen přibráním hledisek psychoanalytických. Aplikoval je na třech základních rovinách, na rovině obrazu, rétorické figury a percepce diváka.
Filmový obraz začal chápat jako obraz snový a metody filmové práce přirovnal ke "snové práci" Freudově. S tím souvisí i přijetí Lacanovy koncepce "imaginární vs. symbolické" (tedy předoidipovská imaginace versus oidipovská abstrakce, řečeno klasicky freudovsky). Dle Metze je filmový obraz vždy imaginární, komunikuje bezprostředně s nevědomím.
Samostatně zkoumal též rétorické figury uplatňované ve filmu. Zde spojil hledisko strukturalistické a psychoanalytické, když navázal na Lacanův názor, že "nevědomí je strukturované jako jazyk", a že rétorické figury metonymie, metafory apod. jsou analogické ke snovým procesům zhuštění, přemístění či symbolizace, jak je odhalil Freud.
V oblasti percepce se pro něj stala klíčovým konceptem tzv. zrcadlová fáze Jacquese Lacana, z níž odvozoval základní subjektivizační potřeby diváka tváří tvář filmovému obrazu (a obrazu vůbec). Filmové plátno je pro Metze znovuzpřítomněním prvotního zrcadla, a tak umožňuje obnovovat zážitek ustavení Já (subjektu). Velmi podobně k filmovému obrazu později přistoupila Laura Mulvey (ovšem kritičtěji, z feministického hlediska).